# McDonnell F2H Banshee
Chiếc McDonnell F2H Banshee là kiểu máy bay tiêm kích phản lực hoạt động trên tàu sân bay, được Hải quân Hoa Kỳ sử dụng từ năm 1948 đến năm 1959 và bởi Hải quân Hoàng gia Canada từ năm 1955 đến năm 1962. Chiếc Banshee có kiểu cánh ngang, một chỗ ngồi, hai động cơ. Cùng với chiếc F9F Panther, Banshee là một trong những máy bay tiêm kích một chỗ ngồi chủ yếu của Hải quân Mỹ trong Chiến tranh Triều Tiên.

## Thiết kế và phát triển
Chiếc Banshee là một sự phát triển từ chiếc FH Phantom, cho dù nó được vạch kế hoạch trước khi chiếc Phantom được đưa vào sản xuất. Thiết kế căn bản là một khung máy bay Phantom to hơn và mạnh mẽ hơn, trang bị một cặp động cơ Westinghouse turbo phản lực nâng công suất từ 1.600 lên 3.000 lbf (7 kN lên 13 kN) mỗi động cơ, gia tăng trữ lượng nhiên liệu, nâng cấp vũ khí từ súng máy 12,7 mm (0,5 in) thời Thế Chiến II lên thành pháo 20 mm, cũng như khả năng mang bom, rocket hay tên lửa.
Một mô hình của chiếc máy bay tiêm kích mới, đặt tên là XF2D-1, được hoàn tất vào tháng 4 năm 1945. Kế hoạch vẫn được tiếp tục thực hiện sau khi chiến tranh kết thúc, cho dù công việc phát triển bị chậm và ba chiếc nguyên mẫu chưa được chế tạo cho đến tận cuối năm 1946. Nó bay chuyến bay đầu tiên ngày 11 tháng 1 năm 1947 từ sân bay Lambert Field, St. Louis; bởi phi công thử nghiệm Woodward Burke. Hải quân đặt lại tên chiếc máy bay là XF2H-1 vì ký hiệu "D" của nhà sản xuất đã được cấp cho Douglas Aircraft Company. Sau khi một số vấn đề về đuôi máy bay được giải quyết, 56 chiếc máy bay được đặt hàng vào tháng 5 năm 1947.
Bộ càng đáp của chiếc F2H-1 Banshee có một tính năng độc đáo. Bánh đáp mũi có khả năng tự thu ngắn một đoạn (hay gọi là "quỳ gối"), làm hạ thấp máy bay một khoảng cách đáng kể. Điều này cho phép đội mặt đất có thể thực hiện một số công việc bảo trì mà không cần dùng thang.

## Các phiên bản
Chiếc F2H-1 được giao hàng vào tháng 8 năm 1948 để được các phi công Hải quân thử nghiệm thực tế. So với chiếc nguyên mẫu XF2D-1, thân máy bay đã được kéo dài thêm 0,36 m (14 in) phía trước cánh nhằm tạo thêm chỗ chứa cho 1.330 L (351 US gallons) nhiên liệu bổ sung. Sau đó chiếc F2H-1 được tái trang bị động cơ có lực đẩy 3.150 lbf (14 kN) khi chúng đã sẵn sàng.
Cho dù kiểu F2H-1 được Hải quân chấp nhận, chính là phiên bản F2H-2 có tiềm năng hơn được sử dụng rộng rãi với 306 chiếc được chế tạo. Với động cơ mới hơn có lực đẩy 3.250 lbf (14,5 kN), tính năng bay của nó được nâng cao lên nhiều. Cánh của nó cũng được cải tiến để thêm các đế gắn vũ khí và các thùng nhiên liệu phụ 757 L (200 US gallon) gắn trên đầu chót cánh. Không giống như chiếc F9F Panther hiện đại, các thùng nhiên liệu phụ trên đầu chót cánh của chiếc Banshee có thể tháo rời được, mặc dù đa số các hình ảnh lịch sử chụp cho thấy chiếc máy bay đều bay với thùng nhiên liệu phụ.
Chiếc F2H-2 là căn bản của ba tiểu biến thể từ chiếc Banshee. Kiểu F2H-2B có cánh được tăng cường cho phép nó mang được một vũ khí nguyên tử cỡ nhỏ, một nhiệm vụ mà may thay nó chưa từng được yêu cầu thực hiện; có 35 chiếc được sản xuất. Kiểu F2H-2N là một phiên bản máy bay tiêm kích bay đêm có mũi máy bay dài hơn 0,86 m (2 ft 10 in) để chứa một thiết bị radar bên trong; có 14 chiếc được sản xuất. Kiểu F2H-2P là một phiên bản máy bay trinh sát hình ảnh trang bị sáu máy ảnh trong mũi máy bay dài hơn 0,74 m (2 ft 5 in); nó là chiếc máy bay trinh sát hình ảnh phản lực đầu tiên của Hải quân Hoa Kỳ với 81 chiếc được sản xuất.
Phiên bản F2H-3 là sự thay đổi đáng kể cuối cùng. Thân máy bay được kéo dài thêm 2,4 m (8 ft) để gia tăng trữ lượng nhiên liệu bên trong từ 3.320 L (877 US gallon) lên 4.172 L (1.102 US gallon), cho phép chiếc máy bay hoàn thành nhiều loại phi vụ khác nhau mà không cần nhờ đến các thùng nhiên liệu phụ trên đầu chót cánh được thấy trên các máy bay đời đầu. Cánh ổn định ngang được di chuyển từ cánh đuôi đứng xuống thân và được bố trí một góc nhị diện đáng kể. Chiếc Banshee cũng được trang bị radar Westinghouse, cho phép chiếc máy bay tiêm kích sử dụng được trong mọi hoàn cảnh thời tiết, và các khẩu pháo được chuyển xuống dưới và ra phía sau khỏi mũi máy bay dành chỗ cho radar. Các thay đổi này làm cho chiếc máy bay trông khác biệt đáng kể so với các phiên bản trước. Có 250 chiếc F2H-3 được chế tạo.
Phiên bản cuối cùng là chiếc F2H-4. Nó có radar Hughes thay thế cho radar kiểu Westinghouse, và động cơ có lực đẩy mạnh hơn đôi chút đến 3.600 lbf (16,0 kN). Nhìn từ bên ngoài F2H-4 trông giống như chiếc F2H-3. Có 150 chiếc được chế tạo.
Một phiên bản trinh sát hình ảnh F2H-3P được đề nghị nhưng bị hủy bỏ trước khi đi vào sản xuất. Không giống đa số các máy bay tiêm kích phản lực đời đầu, không có phiên bản huấn luyện hai chỗ ngồi nào được sản xuất.
Việc sản xuất kết thúc vào tháng 9 năm 1953 sau khi có tổng cộng 895 máy bay được giao hàng. Những chiếc F2H-3 và F2H-4 được đặt tên mới là F-2C và F-2D tương ứng theo Hệ thống Định danh máy bay Thống nhất các binh chủng Hoa Kỳ (1962). Các tên gọi F-2A và F-2B dự định liên hệ đến chiếc F2H-1 và F2H-2, nhưng các phiên bản này đã rút ra khỏi phục vụ trước đó. Không có chiếc Banshee nào từng bay với tên gọi mới; chiếc cuối cùng trong Hải quân Trừ bị Hoa Kỳ chỉ dự trữ trong kho trước khi các kiểu máy bay mới hơn được đưa ra hoạt động.
Chiếc Banshee được các đội bay đặt tên lóng là "Banjo". Các phiên bản kéo dài F2H-3 và F2H-4 được gọi là "Big Banjo".

## Lịch sử hoạt động

### Hải quân và Thủy quân Lục chiến Hoa Kỳ
Vào ngày 9 tháng 8 năm 1949, Trung úy J. L. Fruin mất kiểm soát chiếc máy bay F2H-1 trong khi thực hiện thao diễn hàng không. Anh buộc phải phóng ra, trở thành phi công Hoa Kỳ đầu tiên sử dụng ghế phóng trong một tình huống khẩn cấp khi đang bay thực sự.
Tiếp theo sau Thế Chiến II, Hải quân và Không quân Hoa Kỳ liên can vào một cuộc tranh giành để xác định xem binh chủng nào sẽ nhận trách nhiệm bố trí các vũ khí nguyên tử. Không quân khoe khoang rằng chiếc máy bay ném bom mới B-36 Peacemaker có khả năng bay cao đến mức nó không thể bị tổn hại bởi việc đánh chặn của những máy bay tiêm kích. Tuy nhiên, vào tháng 8 năm 1949, một chiếc F2H-1 Hải quân Mỹ được sử dụng để chụp ảnh Washington DC từ độ cao 51.000 ft, dễ dàng xác nhận được nhờ phân tích ảnh chụp, thể hiện khả năng có thể hoạt động ở các độ cao vượt quá mức cần thiết có thể đánh chặn chiếc B-36.
Chiếc F2H-2 phục vụ trong Chiến tranh Triều Tiên với Lực lượng Đặc nhiệm 77 của Hải quân Mỹ và với Thủy quân Lục chiến Mỹ. Do tính năng bay tốt ở tầm cao, ban đầu nó tỏ ra có giá trị trong vai trò hộ tống các máy bay ném bom tầm xa của Không quân Hoa Kỳ. Khi chiến tranh tiếp diễn, các máy bay tiêm kích Hải quân và Thủy quân Lục chiến Mỹ chủ yếu được giao nhiệm vụ tấn công các mục tiêu mặt đất, bao gồm hỗ trợ gần trên không các lực lượng trên bộ và phá hủy các đường tiếp vận của quân đội Bắc Triều Tiên. Không quân Bắc Triều Tiên hầu như bị tiêu diệt hoàn toàn trong những tuần lễ mở đầu của cuộc chiến tranh do lực lượng phối hợp của Mỹ và Không quân Viễn Đông (FEAF) của Anh Quốc, chủ yếu là do việc huấn luyện tốt hơn nhiều và kinh nghiệm chiến đấu trong Thế Chiến II của các phi công Mỹ và Khối Thịnh vượng chung. Từ lúc đó trở đi, lực lượng phối hợp Bắc Triều Tiên, Trung Quốc và Xô Viết không có khả năng mở các đường băng mới gần khu vực chiến sự ở Nam Triều Tiên vì việc không kích liên tục của Không quân Viễn Đông, buộc họ phải cất cánh từ những sân bay tại Trung Quốc. Banshee và các máy bay tiêm kích Hải quân khác ít bị phơi ra trước hỏa lực của máy bay địch vì chúng hoạt động bên ngoài tầm bay của máy bay địch cất cánh từ Trung Quốc. Các phi vụ không chiến, như tuần tra tại khu vực sông Áp Lục, chủ yếu được giao cho những chiếc F-86 Sabre. Kết quả là, Banshee không ghi được chiến công nào mà cũng không bị thiệt hại do không chiến, cho dù có ba chiếc F2H-2 bị mất do hỏa lực phòng không.
Chiếc F2H-2 có liên quan đến một tai nạn đáng kể của Hải quân Hoa Kỳ trong Chiến tranh Triều Tiên. Vào ngày 16 tháng 9 năm 1951, một chiếc máy bay F2H-2 bị hư hại trong chiến đấu quay trở về tàu sân bay USS Essex (CV-9) đã bị hụt mất lưới thu hồi và đâm vào nhiều chiếc máy bay F9F Panther và F2H Banshee đang đậu ở phần trước của sàn đáp tàu sân bay. Vụ đâm và đám cháy sau đó giết chết bảy thủy thủ và phá hủy bốn máy bay. Tai nạn này đóng vai trò lớn trong quyết định sau đó của Hải quân Hoa Kỳ trang bị sàn đáp chéo góc cho mọi tàu sân bay trong tương lai để việc hạ cánh máy bay an toàn hơn.
Chiếc F2H-2P cũng góp phần lớn vào Chiến tranh Triều Tiên, đặc biệt là phục vụ trong Thủy quân Lục chiến. Trong thời gian chiến tranh, tên lửa đất đối không chính xác chưa được phát triển, đa số máy bay đối phương chưa được trang bị radar, và tốc độ của những chiếc máy bay phản lực mới làm cho những khẩu súng phòng không trở thành lạc hậu. Các chiến thuật phòng không chủ yếu dựa vào khả năng nhìn thấy đối phương, và các chỉ huy Mỹ nhanh chóng khám phá rằng một chiếc máy bay F2H-2P đơn độc bay cao hầu như không thể bị lực lượng mặt đất phát hiện và không thể bị bắn trúng. Chiếc máy bay nhanh chóng được yêu cầu nhiều trong các phi vụ chụp ảnh chiến trường quý giá. Thậm chí F2H-2P còn được các máy bay tiêm kích Không quân hộ tống khi hoạt động tại các khu vực thường gặp máy bay tiêm kích địch. Cho dù được bố trí sử dụng thường xuyên trong suốt cuộc chiến, chỉ có hai chiếc F2H-2P bị mất do hỏa lực phòng không điều khiển bằng radar, và không có chiếc nào bị mất do không chiến.
Vào cuối thập niên 1940, Hải quân Mỹ đã từ chối khái niệm thiết kế kiểu cánh xuôi mới lạ, lo sợ rằng việc điều khiển khó khăn ở tốc độ thấp của những chiếc máy bay cánh xuôi đầu tiên làm cho nó không an toàn khi sử dụng trên những tàu sân bay. Không may thay, Hải quân Mỹ đã không nhận thức được đầy đủ điều này sẽ gây hại đến tính năng những chiếc máy bay phản lực mới của họ. Hậu quả của kiểu cánh không xuôi (cánh ngang) làm cho chiếc Banshee chậm hơn gần 161 km/h (100 mph) so với những chiếc máy bay tiêm kích phản lực mới của Xô Viết như chiếc Mikoyan-Gurevich MiG-15, một sự bất lợi nghiêm trọng trong không chiến. Những thử nghiệm tiếp nối đã chứng minh rằng máy bay cánh xuôi có thể bay an toàn ở tốc độ thấp, và việc phát triển những chiếc máy bay tiêm kích cánh xuôi mới cho Hải quân Mỹ được bắt đầu. Hải quân Mỹ bố trí những chiếc F2H-3 và F2H-4 mới trang bị radar cho mục đích phòng thủ hạm đội trong mọi thời tiết sau khi kết thúc Chiến tranh Triều Tiên, nhưng chỉ là giải pháp lấp chỗ tạm thời cho đến khi những chiếc F9F Cougar, F3H Demon, và F4D Skyray nhanh hơn nhiều có thể bố trí với số lượng đáng kể. Những phiên bản sau này của chiếc Banshee chỉ phục vụ vài năm ở tiền tuyến và không tham gia chiến sự. Tương tự, chiếc F2H-2P được thay thế bằng phiên bản F9F-8P (sau này là RF-9J) của chiếc F9F Cougar và phiên bản F8U-1P (sau này là RF-8A) của chiếc F8U Crusader khi những máy bay nhanh hơn này trở nên sẵn sàng.

### Hải quân Hoàng gia Canada
Vào năm 1951, Hải quân Hoàng gia Canada bày tỏ ý định thay thế những chiếc Hawker Sea Fury đã lạc hậu bằng chiếc Banshee, dự trù khoảng kinh phí 40 triệu Đô la Mỹ cho 60 máy bay. Không may là, do cuộc tranh luận tài chính tại Nội các Canada, việc mua bán đã không được chấp thuận mãi cho đến khi việc sản xuất chiếc Banshee đã kết thúc vào năm 1953. Hải quân Hoàng gia Canada buộc phải sở hữu những chiếc máy bay cũ đã qua sử dụng của Hải quân Mỹ, trị giá 25 triệu Đô la cho 39 máy bay. Những chiếc máy bay được giao hàng từ năm 1955 đến năm 1958 và hoạt động trên tàu sân bay HMCS Bonaventure (CVL-22) hoặc như những máy bay tiêm kích đánh chặn của NORAD từ những căn cứ trên đất liền. Trong khi các phi công Canada thực hiện thường xuyên, phi công Banshee Mỹ lại thường từ chối, cho dù chỉ là thử, hạ cánh trên tàu sân bay HMCS Bonaventure trong các chiến dịch phối hợp chung vì kích thước nhỏ của nó.
Nhằm cải thiện khả năng của chiếc Banshee như một máy bay tiêm kích đánh chặn tầm xa, Hải quân Hoàng gia Canada đã trang bị cho chiếc máy bay kiểu tên lửa AIM-9 Sidewinder. Hải quân Hoàng gia Canada thực hiện các cuộc thử nghiệm tên lửa Sidewinder trên biển vào tháng 11 năm 1959, trong đó nhiều chiếc máy bay mục tiêu giả được điều khiển từ xa đã bị bắn hạ. Sau khi những chiếc F2H-3 nghỉ hưu, quân đội Canada không bố trí một máy bay nào khác trang bị tên lửa Sidewinder cho đến khi chiếc CF-18 Hornet được đưa ra hoạt động vào năm 1982.
Chiếc Banshee, mặc dù ban đầu được các phi công Canada ưa thích vì phẩm chất bay của nó, bắt đầu chịu các sự cố khi phục vụ trong Hải quân Hoàng gia Canada. Hai chiếc Banshee cùng phi công của nó bị mất sau khi sự cố hỏng cấu trúc cơ cấu gập cánh trong khi bay, và một chiếc Banshee bị hỏng phanh trên chiếc tàu sân bay Bonaventure, lăn khỏi sàn đáp rơi xuống biển kéo theo phi công trong buồng lái. Hải quân Hoàng gia Canada mất đến 12 trong tổng số 39 chiếc Banshee ban đầu do tai nạn, một tỉ lệ tổn thất lên đến trên 30%.
Việc sử dụng những chiếc Banshee giảm dần khi Hải quân Hoàng gia Canada chuyển hướng tập trung ưu tiên cho chiến tranh chống tàu ngầm. Tàu sân bay Bonaventure trở nên quá nhỏ để chứa nhiều chiếc Banshee trong khi cần phải mang theo một số lượng máy bay CS2F Trackers đủ để tiến hành tuần tra chống tàu ngầm liên tục, nên chiếc tàu sân bay thường rời cảng mà không mang theo những chiếc Banshee. Hơn nữa, giới quân sự Canada chịu sức ép chính trị ngày càng gia tăng phải cắt giảm ngân sách, và những chiếc Banshee đang lạc hậu trở nên đắt đỏ để duy trì do những năm tháng hoạt động nhọc nhằn trên tàu sân bay và thời tiết Bắc Đại Tây Dương khắc nghiệt ảnh hưởng. Chiếc Banshee cuối cùng của Hải quân Hoàng gia Canada nghỉ hưu vào tháng 9 năm 1962 mà không được thay thế. Nó là những máy bay tiêm kích phản lực duy nhất hoạt động trên tàu sân bay được Hải quân Hoàng gia Canada đưa vào hoạt động. Ngoại trừ ba chiếc được bảo tồn tại các viện bảo tàng, những chiếc Banshee còn lại bị cắt tháo dỡ hay bị tiêu diệt do dùng làm mục tiêu thực hành.
Banshee là máy bay chủ yếu của đội thao diễn hàng không Canada Grey Ghosts vốn chỉ hoạt động trong thời gian ngắn. Tên của đội là một cách chơi chữ ý nghĩa của tên Banshee và màu sắc của những máy bay Hải quân Hoàng gia Canada. Đội ngũ máy bay RCN's Banshee Hải quân Hoàng gia Canada quá nhỏ bé để có thể duy trì một nhóm máy bay đặc biệt dành cho thao diễn hàng không, nên đội chỉ đơn giản bay những máy bay Banshee đang hoạt động có được vào mỗi đợt thao diễn.

## Các nước sử dụng
Canada
- Hải quân Hoàng gia Canada

 Hoa Kỳ
- Hải quân Hoa Kỳ
- Thủy quân Lục chiến Hoa Kỳ

## Đặc điểm kỹ thuật (F2H-3)

### Đặc tính chung
- Đội bay: 01 người
- Chiều dài: 14,68 m (48 ft 2 in)
- Sải cánh: 12,72 m (41 ft 9 in)
- Chiều cao: 4,24 m (13 ft 11 in)
- Diện tích bề mặt cánh: 27,31 m² (294 ft²)
- Trọng lượng không tải: 5.980 kg (13.183 lb)
- Trọng lượng cất cánh tối đa: 12.930 kg (28.500 lb)
- Động cơ: 2 x động cơ Westinghouse J34-WE-34 turbo phản lực, lực đẩy 3.250 lbf (14,5 kN) mỗi động cơ

### Đặc tính bay
- Tốc độ lớn nhất: 848 km/h (458 knot, 527 mph) ở 3.100 m (10.000 ft)
- Tầm bay tối đa: 2.672 km (1.491 nm, 1.716 mi)
- Trần bay: 14.173 m (46.500 ft)
- Tốc độ lên cao: 30 m/s (5.900 ft/min)

### Vũ khí
- 4 × pháo Colt Mk 16 20 mm (0,787 in), 150 viên đạn mỗi khẩu
- 8 × rocket 60 lb hoặc
- 6 × bom 500 lb và 2 × rocket 60 lb
- 2 × tên lửa AIM-9 Sidewinder (trong Hải quân Hoàng gia Canada)

## Nội dung liên quan

### Máy bay liên quan
- FH Phantom

### Máy bay tương tự
- F9F Panther
- FJ Fury

### Trình tự thiết kế
- Trình tự Hải quân (trước năm 1962):
  - FH - F2H - F3H - F4H
- Trình tự thống nhất các binh chủng (sau năm 1962):
  - F-1 - F-2 - F-3 - F-4 - F-5

### Danh sách liên quan
- Danh sách máy bay chiến đấu
- Danh sách máy bay quân sự Hoa Kỳ